# Змајева награда
Змајева награда је годишња књижевна награда за најбољу књигу поезије. Додељује је Матица српска у спомен на песника Јована Јовановића Змаја.

## Историјат
Змајева награда је установљена у Матици српској, на њеној Скупштини 15. марта 1953. у спомен на песника Јована Јовановића Змаја, поводом 120-годишњице његовог рођења. Награда се додељује за књигу поезије објављену у прошлој години. Први пут је додељена 1955.
Иако се на почетку додељивала и прозним остварењима, врло брзо је донесена одлука да се награда додељује за поезију. Уручење награде приређује се на дан оснивања Матице српске 16. фебруара сваке године, на свечаној седници.

Награда се састоји од Дипломе, објављивања зборника радова о добитнику и новчаног износа.

## Добитници
Добитници награде су следећи аутори:

#### Од 1955. до 1960.
- 1955 — Антоније Исаковић, за књигу Велика деца.
- 1956 — Велибор Глигорић, за књигу Српски реалисти.
- 1957 — Васко Попа, за књигу Непочин-поље.
- 1957 — Бошко Петровић, за књигу Лагано промичу облаци.
- 1958 — Владан Десница, за књигу Прољећа Ивана Галеба.
- 1959 — Десанка Максимовић, за књигу Мирис земље.
- 1960 — Оскар Давичо, за целокупно песничко стваралаштво.

#### Од 1961. до 1970.
- 1961 — Добриша Цесарић, за књигу Изабране пјесме.
- 1962 — Иван В. Лалић, за књигу Време, ватре, вртови.
- 1963 — Густав Крклец, за књигу Изабране пјесме.
- 1964 — Драгутин Тадијановић, за књигу Прстен.
- 1964 — Стеван Раичковић, за књигу Камена успаванка.
- 1965 — Милан Дединац, за књигу Песме из дневника заробљеника бр. 60211.
- 1966 — Душан Матић, за целокупно песничко стваралаштво.
- 1967 — Мак Диздар, за књигу Камени спавач.
- 1968 — Борислав Радовић, за књигу Братство по несаници.
- 1969 — Богдан Чиплић, за књигу Слатко православље.
- 1970 — Миодраг Павловић, за књигу Велика Скитија.

#### Од 1971. до 1980.
- 1971 — Десимир Благојевић, за књигу Недоходу у походе.
- 1972 — Весна Парун, за књигу Карпатско умиљеније (Трагом Магде Исанос).
- 1973 — Љубомир Симовић, за књигу Уочи трећих петлова.
- 1974 — Десанка Максимовић, за књигу Немам више времена.
- 1975 — Скендер Куленовић, за књигу Сонети II.
- 1976 — Слободан Марковић, за књигу Лука.
- 1977 — Милован Данојлић, за књигу Пут и сјај.
- 1978 — Драго Иванишевић, за књигу Љубав.
- 1979 — Рајко Петров Ного, за књигу Планина и почело.
- 1980 — Душан Костић, за књигу Постојбина маслине.

#### Од 1981. до 1990.
- 1981 — Јуре Каштелан, за књигу Црвени коњ и пијетао на крову.
- 1982 — Данијел Драгојевић, за књигу Раздобље карбона.
- 1983 — Александар Ристовић, за књигу Нигде никог.
- 1984 — Иван Гађански, за књигу Балканском улицом.
- 1985 — Изет Сарајлић, за књигу Изабране песме.
- 1986 — Славко Михалић, за књигу Тихе ломаче.
- 1986 — Вук Крњевић, за књигу Устук.
- 1987 — Божидар Тимотијевић, за књигу Минуше птице светом.
- 1987 — Звонимир Мркоњић, за књигу Мјеште хљеба.
- 1988 — Абдулах Сидран, за књигу Сарајевска збирка и нове пјесме.
- 1989 — Матија Бећковић, за књигу Кажа.
- 1990 — Милан Ненадић, за књигу Изабране песме.

#### Од 1991. до 2000.
- 1991 — Бранислав Петровић, за књигу Да видиш чуда.
- 1992 — Милосав Тешић, за књигу Кључ од куће.
- 1993 — Ђорђо Сладоје, за књигу Трепетник.
- 1994 — Стеван Тонтић, за књигу Сарајевски рукопис.
- 1995 — Новица Тадић, за књигу Напаст.
- 1996 — Алек Вукадиновић, за књигу Тамни там и Беле басме.
- 1997 — Јован Христић, за књигу Сабране песме.
- 1998 — Дара Секулић, за књигу Изабране песме.
- 1999 — Душко Новаковић, за књигу Стационарије.
- 2000 — Срба Митровић, за књигу Узмицање.

#### Од 2001. до 2010.
- 2001 — Мирослав Максимовић, за књигу Изабране песме.
- 2002 — Живорад Недељковић, за књигу Тачни стихови.
- 2003 — Злата Коцић, за књигу Лазареве лестве.
- 2004 — Никола Вујчић, за књигу Препознавање.
- 2005 — Мирослав Цера Михаиловић, за књигу Сол на рану.
- 2006 — Драган Јовановић Данилов, за књигу Гнездо над понором.
- 2007 — Братислав Р. Милановић, за књигу Мале лампе у тамнини.
- 2008 — Иван Негришорац, за књигу Потајник.
- 2009 — Небојша Деветак, за књигу Узалуд тражећи.
- 2010 — Слободан Зубановић, за књигу Сонети са села.

#### Од 2011. до 2020.
- 2011 — Слободан Ракитић, за књигу Пламен и роса.
- 2012 — Војислав Карановић, за књигу Унутрашњи човек.[4]
- 2013 — Марија Шимоковић, за књигу Чувари привида.
- 2014 — Дејан Алексић, за књигу Бити.
- 2015 — Гојко Ђого, за књигу Грана од облака.
- 2016 — Ђорђе Нешић, за књигу Боље бити у мањини.[5]
- 2017 — Драган Хамовић, за књигу Меко језгро.[6]
- 2018 — Владимир Јагличић, за књигу Предграђе хоризонта.[7]
- 2018 — Селимир Радуловић, за књигу Дах мале молитве.[7]
- 2019 — Зоран Костић, за књигу Пулсквамперфекта.[8]
- 2020 — Благоје Баковић, за целокупно песничко стваралаштво.[9]

#### Од 2021.
- 2021 — Радомир Уљаревић, за књигу Пепео.[10]
- 2021 — Саша Радојчић, за књигу То мора да сам такође ја.[10]
- 2022 — Мирослав Алексић, за књигу Кафкино матурско одело.[11]
- 2023 — Миодраг Раичевић, за књигу О стварима које је Хомер пропустио.[12][13]
- 2024 — Зоран Ђерић, за књигу Азбучне молитве.[14]